# Volta a Catalunya de 1926
La Volta a Catalunya de 1926 fou la vuitena edició de la Volta a Catalunya. La prova es disputà en sis etapes entre el 22 i el 29 d'agost de 1926, per un total de 1.185 km. Després de la 2a etapa, a Reus, i 4a etapa, a Vis hi hagué un dia de descans. El vencedor final fou el francès Victor Fontan, per davant de Miquel Mucio i Marià Cañardo.
70 ciclistes es van inscriure per prendre-hi part, entre ells alguns ciclistes francesos, italians i suïssos. D'aquests, 56 van prendre la sortida i 29 arribaren a Barcelona.
La classificació per marques anà a parar a mans de Royal Fabric, que s'imposà a Janer. Marià Cañardo quedà en primera posició de la segona categoria, mentre que el primer de la 3a fou Artur Tallada.

## Classificació final
| Pos. | Ciclista              | Temps        |
| 1    | Victor Fontan         | 44h 4' 40"   |
| 2    | Miquel Mucio          | + 2' 46"     |
| 3    | Marià Cañardo Lacasta | + 9' 49"     |
| 4    | Secondo Martinetto    | + 27' 29"    |
| 5    | Joan Juan             | + 40' 54"    |
| 6    | Teodor Monteys        | + 1h 12' 29" |
| 7    | Artur Tallada         | + 1h 48' 18" |
| 8    | Josep Pons            | + 1h 52' 39" |
| 9    | Angelo Gremo          | + 2h 32' 31" |
| 10   | Gabriel Cruz          | + 2h 35' 37" |

## Etapes
| Etapa | Data       | Recorregut                        | km     | Vencedor d'etapa   | Líder de la general   |
| ----- | ---------- | --------------------------------- | ------ | ------------------ | --------------------- |
| 1a    | 22 d'agost | Barcelona - Amposta               | 185 km | Simon Tequi        | Simon Tequi           |
| 2a    | 23 d'agost | Amposta - Reus                    | 181 km | Victor Fontan      | Miquel Mucio          |
| 3a    | 25 d'agost | Reus - Igualada                   | 200 km | Simon Tequi        | Miquel Mucio          |
| 4a    | 26 d'agost | Igualada - Vic                    | 192 km | Victor Fontan      | Marià Cañardo Lacasta |
| 5a    | 28 d'agost | Vic - Sant Feliu de Guíxols       | 228 km | Victor Fontan      | Victor Fontan         |
| 6a    | 29 d'agost | Sant Feliu de Guíxols - Barcelona | 199 km | Secondo Martinetto | Victor Fontan         |

### Etapa 1. Barcelona - Amposta. 185 km
|   | Ciclista           | Temps      |
| - | ------------------ | ---------- |
| 1 | Simon Tequi        | 6h 13' 30" |
| 2 | François Robert    | m. t.      |
| 3 | Secondo Martinetto | m. t.      |

|   | Ciclista           | Temps      |
| - | ------------------ | ---------- |
| 1 | Simon Tequi        | 6h 13' 30" |
| 2 | François Robert    | m. t.      |
| 3 | Secondo Martinetto | m. t.      |

### Etapa 2. Amposta - Reus. 181 km
|   | Ciclista      | Temps      |
| - | ------------- | ---------- |
| 1 | Victor Fontan | 6h 40' 00" |
| 2 | Miquel Mucio  | + 1' 26"   |
| 3 | Joan Juan     | + 3' 26"   |

|   | Ciclista              | Temps       |
| - | --------------------- | ----------- |
| 1 | Miquel Mucio          | 12h 54' 56" |
| 2 | Marià Cañardo Lacasta | + 1' 59"    |
| 3 | Secondo Martinetto    | + 2' 00"    |

### Etapa 3. Reus - Igualada. 200 km
|   | Ciclista           | Temps      |
| - | ------------------ | ---------- |
| 1 | Simon Tequi        | 6h 40' 00" |
| 2 | Secondo Martinetto | m. t.      |
| 3 | Miquel Mucio       | m. t.      |

|   | Ciclista              | Temps       |
| - | --------------------- | ----------- |
| 1 | Miquel Mucio          | 19h 56' 30" |
| 2 | Secondo Martinetto    | + 2' 56"    |
| 3 | Marià Cañardo Lacasta | + 5' 39"    |

### Etapa 4. Igualada - Vic. 192 km
|   | Ciclista              | Temps      |
| - | --------------------- | ---------- |
| 1 | Victor Fontan         | 7h 53' 45" |
| 2 | Joan Juan             | + 1' 20"   |
| 3 | Marià Cañardo Lacasta | + 1' 20"   |

|   | Ciclista              | Temps       |
| - | --------------------- | ----------- |
| 1 | Marià Cañardo Lacasta | 27h 57' 14" |
| 2 | Joan Juan             | + 21"       |
| 3 | Miquel Mucio          | + 36"       |

### Etapa 5. Vic - Sant Feliu de Guíxols. 228 km
|   | Ciclista              | Temps      |
| - | --------------------- | ---------- |
| 1 | Victor Fontan         | 7h 53' 45" |
| 2 | Joan Juan             | + 55"      |
| 3 | Marià Cañardo Lacasta | + 1' 25"   |

|   | Ciclista              | Temps       |
| - | --------------------- | ----------- |
| 1 | Victor Fontan         | 36h 55' 33" |
| 2 | Marià Cañardo Lacasta | + 36"       |
| 3 | Miquel Mucio          | + 45"       |

### Etapa 6. Sant Feliu de Guíxols - Barcelona. 199 km
|   | Ciclista           | Temps    |
| - | ------------------ | -------- |
| 1 | Secondo Martinetto | 7h 9' 7" |
| 2 | Victor Fontan      | m. t.    |
| 3 | Miquel Mucio       | + 2' 04" |

|   | Ciclista              | Temps      |
| - | --------------------- | ---------- |
| 1 | Victor Fontan         | 44h 4' 40" |
| 2 | Miquel Mucio          | + 2' 46"   |
| 3 | Marià Cañardo Lacasta | + 9' 49"   |